# Брузаско
Бруза̀ско (на италиански: Brusasco; на пиемонтски: Brusasch, Брузаск) е село и община в Метрополен град Торино, регион Пиемонт, Северна Италия. Разположено е на 170 m надморска височина. Към 1 януари 2020 г. населението на общината е 1498 души, от които 95 са чужди граждани.